# ステファン・メディーナ
ジョン・ステファン・メディーナ・ラミレス（John Stefan Medina Ramírez、1992年6月14日 - ）は、コロンビア・アンティオキア県エンビガド出身のプロサッカー選手。コロンビア代表。CFモンテレイ所属。ポジションは、ディフェンダー。

## 経歴

### クラブ
アトレティコ・ナシオナルの下部組織で育成され、2011年にトップチームデビュー。2012年からかつてアンドレス・エスコバルも着けた背番号2を着用。ナシオナルでは4シーズンで4つのリーグタイトルを獲得した。
2014年5月、CFモンテレイに420万ドルで移籍。2014-15シーズンはセンターバックのレギュラーとして起用されていたが、アペルトゥーラ2015でのパフォーマンスはたびたび批判の対象となり、18歳のセサル・モンテスにポジションを奪われた。
2015年11月、ミゲル・アンヘル・エレーラとのトレードでCFパチューカにレンタル移籍。パチューカでは右サイドバックのレギュラーを獲得し、2016年5月のモンテレイ戦で古巣を破りリーグ優勝を果たした。この活躍から1シーズンレンタルが延長され、CONCACAFチャンピオンズリーグでも重要な働きをした。
2017年6月、モンテレイ復帰が発表された。

### 代表歴
2009年、ナイジェリアで開催されたFIFA U-17ワールドカップにコロンビア代表の一員として参加、2試合に出場した。
2013年11月のウルグアイ戦で初キャップ。以降レギュラーを獲得したが、2014 FIFAワールドカップは足首の負傷のためメンバーから漏れた。負傷からしばらく代表から遠ざかったが、2015年初旬のバーレーン戦で復帰した。

## タイトル

### クラブ
アトレティコ・ナシオナル
- カテゴリア・プリメーラA (4): 2011-I, 2013-I, 2013-II, 2014-I
- コパ・コロンビア (2): 2012, 2013
- スーペルリーガ・コロンビアーナ: 2012

パチューカ
- リーガMX: クラウスーラ 2016
- CONCACAFチャンピオンズリーグ: 2016–17